# Aromobatidae
Aromobatidae (лат.) — семейство бесхвостых земноводных, обитающих в Южной Америке. Сестринская группа семейства древолазов, но, в отличие от них, не ядовиты. Некоторые систематики включают это семейство в состав семейства древолазов.

## Описание
Морфологически и этологически очень похожи на свою сестринскую группу — древолазов. В отличие от них, не имеют ядовитых желёз и поэтому не токсичны. Также, у них менее яркая окраска.

## Образ жизни
Обитают в тропических лесах. В Андах они колонизируют самые низкие высоты с данным типом растительности. Rheobates проникают на высоту более 2000 м над уровнем моря. В Амазонии и на востоке Бразилии распределение, также, концентрируется в зонах тропических лесов. Активны днём (за исключением Aromobates nocturnus) и ведут наземный образ жизни. Некоторые представители предпочитают жить вблизи берегов рек, другие — вдали.

## Размножение
Большинство видов откладывают небольшие кладки яиц в подземные гнёзда. После вылупления один из родителей (как правило — самец, а у полосатобрюхих древолазов — только самки) переносит головастиков на спине в небольшие водоёмы (в основном — стоячие), где они развиваются до метаморфоза под защитой родителей.

## Распространение
Ареал охватывает горные склоны Анд в Колумбии и Эквадоре на тихоокеанском побережье, восточные склоны Анд Венесуэлы и Боливии, южную часть Никарагуа и Колумбии, а также весь амазонский регион и атлантический лес Бразилии.

## Классификация
На февраль 2023 года в семейство включают 3 подсемейства, 5 родов и 133 вида:
Allobatinae Grant et al., 2006
- Allobates Zimmermann & Zimmermann, 1988 (60 видов)

Anomaloglossinae Grant et al., 2006
- Anomaloglossus Grant et al., 2006 (32 вида)
- Rheobates Grant et al., 2006 (2 вида)

- Rheobates palmatus (Werner, 1899) — Перепончатый древолаз
- Rheobates pseudopalmatus (Rivero & Serna, 2000)

Aromobatinae Grant et al., 2006 
- Aromobates Myers, Paolillo-O. &  Daly, 1991 (18 видов)
- Mannophryne La Marca, 1992 (20 видов)

Incertae sedis:
- Prostherapis dunni Rivero, 1961 — Древолаз Данна

## Фото

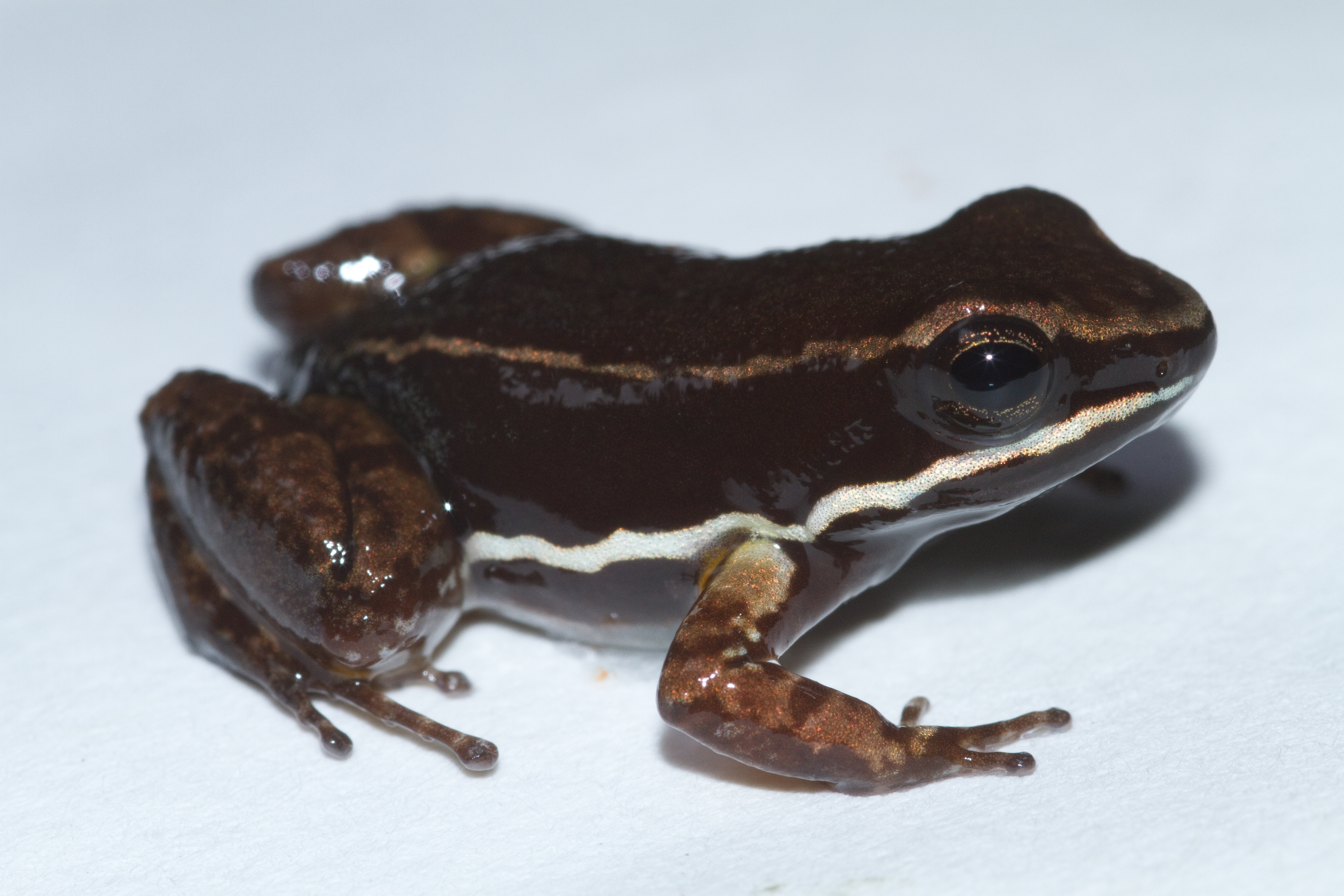
Полосатобрюхий древолаз
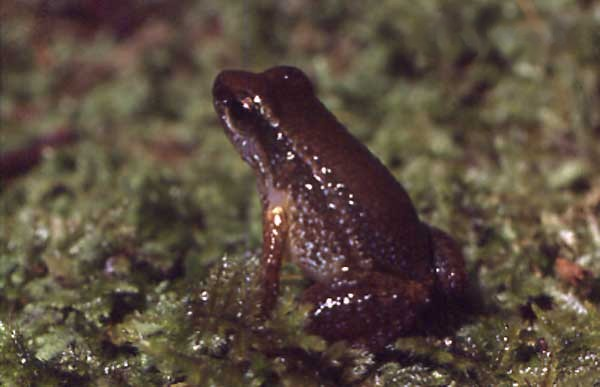
Anomaloglossus stepheni
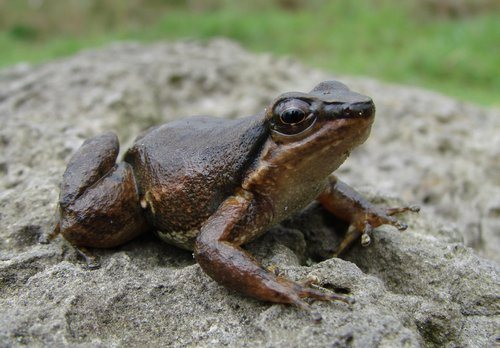
Перепончатый древолаз
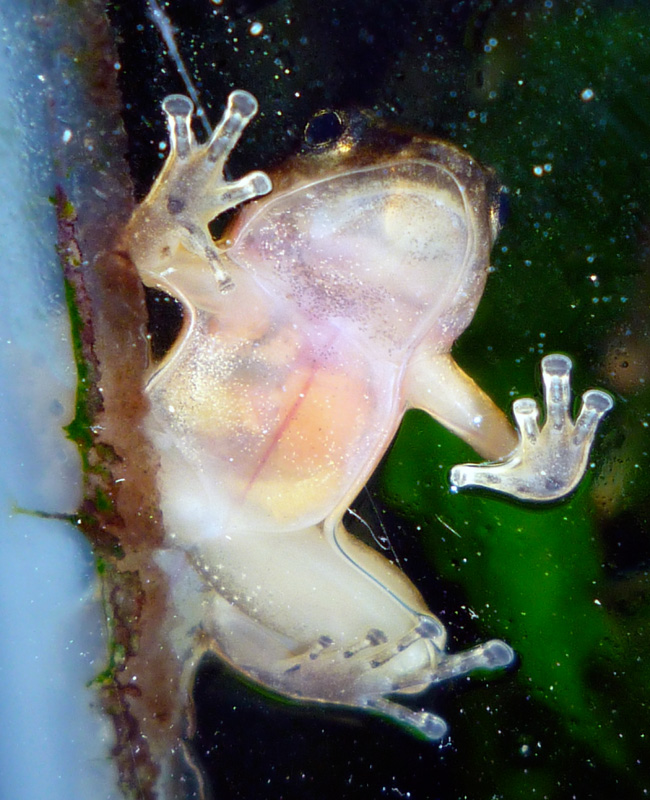
Полосатогрудый древолаз